# Hybridturm
Ein Hybridturm ist ein Turm, bei dem das Unterteil als freistehende Konstruktion entweder als Stahlbetonturm oder als Stahlfachwerkturm und das oberste Teil als abgespannte Konstruktion ausgeführt ist. Eine solche Konstruktion, die sich aus der Kombination zweier unterschiedlicher Bauweisen ergibt, wird als Hybridturm bezeichnet. Sie wird insbesondere bei Windkraftanlagen verwendet. Hierdurch werden größere Höhen mit mehr Windertrag möglich. Die Stabilität bei solchen Turmhöhen bleibt nur dann gegeben, wenn im unteren Turmbereich der Durchmesser der Röhre ebenso ansteigen würde. Transportfähige Dimensionen würden durch Durchmesser von über 4 m zwangsläufig aber überschritten. Die Abspannung des oberen Turmteils schafft hier Abhilfe: Die Aufnahmekräfte werden somit von dem knickgefährdeten unteren Turmteil in die dann zugkraftaufnehmenden Abspannseile verlagert.

## Liste von Hybridtürmen
| Bauwerk                                           | Baujahr  | Land        | Stadt                      | Höhe     | Bemerkungen |  |
| ------------------------------------------------- | -------- | ----------- | -------------------------- | -------- | --- |  |
| Gerbrandytoren                                    | 1961     | Niederlande | Lopik                      | 366,8 m  | mit 382,5 m errichtet; 1987 auf 375 Meter gekürzt; 2007 (Änderung Analogfernsehen / DVB-T) Reduzierung auf 372 Meter |  |
| Vännäsmasten                                      | 1988     | Schweden    | Vännäs                     | 323 m    | |  |
| Høiåsmasten                                       | ?        | Norwegen    | Halden                     | 320 m    | |  |
| Sendeturm Smilde                                  | 1959     | Niederlande | Smilde                     | 303,5 m  | Nach einem Brand am 15. Juli 2011 in der Mitte durchgebrochen und eingestürzt. |  |
| Marinefunkstelle Cutler                           | 1960     | USA         | Cutler                     | ? m      | |  |
| Brunnbymasten                                     | ?        | Schweden    | Uppsala                    | 225 m    | |  |
| Sendeturm Brest-Roc Trédudon                      | 1974     | Frankreich  | Roc Trédudon               | 220 m    | Stahlfachwerkturm als Unterbau |  |
| Sendeturm Greipstad                               | 1958     | Norwegen    | Greipstad                  | 218 m    | reocities.com |  |
| Søsterhøj                                         | 1956     | Dänemark    | Arhus                      | 216,1 m  | |  |
| Sendeturm Nordhue                                 | ?        | Norwegen    | Elverum                    | 195 m    | Stahlfachwerkturm als Unterbau |  |
| Fernsehturm Sörmon                                | 1967     | Schweden    | Karlstad                   | 184 m    | |  |
| Fernsehturm Kékestető                             | 1981     | Ungarn      | Kekesteto                  | 178 m    | |  |
| Sendeturm Brudaremossen                           | 1980     | Schweden    | Göteborg                   | 172 m    | |  |
| Sender Dobratsch                                  | 1971     | Österreich  | Dobratsch                  | 165 m    | |  |
| Kernkraftwerk Tihange, Block 2                    | 1982     | Belgien     | Huy                        | 161,21 m | Reaktorgebäude mit am Erdboden abgespannten Stahlrohrkamin auf dem Dach |  |
| Kernkraftwerk Tihange, Block 1                    | 1975     | Belgien     | Huy                        | 161,18 m | Reaktorgebäude mit am Erdboden abgespannten Stahlrohrkamin auf dem Dach |  |
| Kernkraftwerk Tihange, Block 3                    | 1985     | Belgien     | Huy                        | 160,79 m | Reaktorgebäude mit am Erdboden abgespannten Stahlrohrkamin auf dem Dach |  |
| Sendeturm Lyngdal                                 | 1954     | Norwegen    | Lyngdal                    | 156 m    | reocities.com |  |
| Sendeturm Gamlemsveten                            |          | Norwegen    | Haram                      | 154 m    | |  |
| Sendeturm Ylöjärvi                                | 1960     | Finnland    | Ylöjärvi                   | 152 m    | Der Hybridturm war ursprünglich 224 Meter hoch und ist Anfang der 1980er Jahre gekürzt worden. |  |
| Sendeturm Tighina                                 | ?        | Moldawien   | Tighina                    | 152 m    | frocus.net |  |
| Sendemast Schtscholkowo                           | ?        | Russland    | Schtscholkowo              | 150 m    | Selbststrahlender Sendemast auf kleinen Stahlfachwerkturm foto.mail.ru,radioscanner.ru |  |
| Sendeturm Steinfjellet                            | ?        | Norwegen    | Bremanger                  | 148 m    | |  |
| Fernsehturm Waldenburg                            | ca. 1950 | Deutschland | Waldenburg                 | 145 m    | Antennenmast 2009 demontiert, zum Wasserturm zurückgebaut, durch Sendeturm Waldenburg-Friedrichsberg ersetzt |  |
| Sendeturm Mont Agel                               | 1946     | Frankreich  | Fontbonne                  | 145 m    | Sendemast mit freistehenden Stahlfachwerkturm als Unterbau, ursprünglich genutzt als selbststrahlender Sendemast für Mittelwelle, heute Träger von Sendeantennen zur Verbreitung von TV- und UKW-Hörfunkprogrammen mcstory.free.fr |  |
| Sender Jauerling                                  | 1958     | Österreich  | Jauerling                  | 141 m    | Stahlfachwerkturm als Unterbau |  |
| Alter Fernmeldeturm Hoherodskopf                  | ?        | Deutschland | Hoherodskopf               | 140 m    | Stahlfachwerkturm als Unterbau, durch Typenturm aus Stahlbeton ersetzt, usarmygermany.com |  |
| Sendeturm Geitfjellet                             | 1962     | Norwegen    | Grong                      | 131 m    | reocities.com |  |
| Sendeturm Lakssvelafjellet                        | ?        | Norwegen    | Bjerkreim                  | 130 m    | |  |
| Kanal7-Sendeturm Mount Dandenong                  | ?        | Australien  | Mount Dandenong, Victoria  | 131 m    | Stahlfachwerkturm als Unterbau |  |
| Sender Wachberg                                   | ?        | Österreich  | Weitra                     | 130 m    | |  |
| Telekom-Sendemast Torfhaus                        | ?        | Deutschland | Torfhaus                   | 130 m    | wurde zu einem reinen abgespannten Sendemast umgebaut |  |
| Sendeturm Tokaj                                   | 1960     | Ungarn      | Tokaj                      | 130 m    | |  |
| Fernmeldeturm Gera                                | ?        | Deutschland | Gera                       | 126,5 m  | ursprünglich frei stehend |  |
| Sender Breitsol                                   | ?        | Deutschland | Geiersberg                 | 124 m    | Stahlfachwerkturm als Unterbau |  |
| Sendeturm Ylojärvi                                | ?        | Finland     | Ylojärvi                   | 124 m    | |  |
| Sendeturm Criuleni                                | ?        | Moldawien   | Criuleni                   | 123 m    | frocus.net |  |
| Sendeturm Lindenfels                              | ?        | Deutschland | Lindenfels                 | 122 m    | Stahlfachwerkturm als Unterbau |  |
| Sender Boppard-Fleckertshöhe                      | ?        | Deutschland | Boppard-Fleckertshöhe      | 121 m    | Stahlfachwerkturm als Unterbau |  |
| Richtfunkturm Makarki                             | ?        | Polen       | Makarki                    | 120 m    | Stahlfachwerkturm als Unterbau |  |
| Fernsehturm Uzd                                   | ?        | Ungarn      | Uzd                        | 120 m    | Bild bei Panoramio |  |
| Sendeturm Hesselberg                              | ?        | Deutschland | Wassertrüdingen-Hesselberg | 119 m    | Stahlfachwerkturm als Unterbau |  |
| Fernsehturm Hegyhátsál                            | ?        | Ungarn      | Hegyhátsál                 | 117 m    | |  |
| Hauptsendeturm Pretoria-Gelukskroon               | ?        | Südafrika   | Pretoria                   | 112,8 m  | radio.ffgsk.de |  |
| Lifjellmast                                       | ?        | Norwegen    | Homersak                   | 111 m    | Stahlfachwerkturm als Unterbau |  |
| Sender Kopparen                                   | ?        | Norwegen    | Botngard                   | 102 m    | Stahlfachwerkturm als Unterbau |  |
| Sendeturm Chemnitz-Reichenhain                    | ?        | Deutschland | Chemnitz                   | 99 m     | Bis zum Umbau auf DVB-T-Sendebetrieb im Juni 2007 vollständig freistehend |  |
| Alter Sendeturm Ślęża                             | 1958     | Polen       | Ślęża                      | 98 m     | wurde, nachdem 1972 ein höherer Sendeturm gebaut wurde, abgerissen |  |
| Sendeturm Bealadangan                             | ?        | Irland      | Galway                     | 91,4 m   | |  |
| Sendeturm Pietricica                              | ?        | Rumänien    | Piatra Neamț               | 87 m     | |  |
| Signalturm Stillpond                              | ?        | USA         | Still Pond, Maryland       | 83,8 m   | celebrating200years.noaa.gov |  |
| Sendeturm Trovanti la Chiojdu                     | ?        | Rumänien    | Trovanti la Chiojdu        | ?        | |  |
| Sendeturm Kwasowka                                | ?        | Russland    | Kwasowka                   | ? m      | Spitze sowohl am Erdboden als auch an 4 am Turm angebrachten Querträgern angebracht st2400.narod.ru |  |
| Neuer Block des Heizkraftwerks Wolgodonskaja 1    | ?        | Russland    | Wolgodonsk                 | ? m      | |  |
| Einige Türme der Antennenfarm Irazú               | ?        | Costa Rica  | San Rafael de Irazú        | ? m      | |  |
| Sendeturm Alfândega da Fé                         | ?        | Portugal    | Alfândega da Fé            | ?        | mundodaradio.lusopt.info postimage.org |  |
| Sendeturm Monte do Faro                           | ?        | Portugal    | Valença                    | ?        | mundodaradio.lusopt.info, postimage.org |  |
| Sendeturm von Rádio Comercial Valença             | ?        | Portugal    | Valença                    | ?        | mundodaradio.lusopt.info, postimage.org |  |
| Sendetürme auf dem Dach des Hochbunker Heckeshorn | 1948     | Deutschland | Berlin                     | ? m      | 1967 abgebaut, dienten von 1948 bis 1967 für eine Richtfunkverbindung nach Niedersachsen |  |
| Sendeturm Şabla                                   | ?        | Bulgarien   | Şabla                      | ? m      | predavatel.com |  |
| Sendeturm Coburg-Eckardtsberg                     | ?        | Deutschland | Coburg-Eckardtsberg        | 68 m     | Fertigbetonteilturm als Unterbau |  |
| Sendeturm Witthohsteige                           | ?        | Deutschland | Tuttlingen                 | 58,5 m   | Fertigbetonteilturm als Unterbau |  |
| Alter Sendeturm auf dem Großen Inselsberg         | 1939     | Deutschland | Inselsberg                 | 43,31 m  | Antennenmast demontiert |  |
| Dreibeinturm Collmberg                            | 1953     | Deutschland | Collmberg                  | 40 m     | abgerissen |  |
| Sender Campobasso                                 | 1959     | Italien     | Campobasso                 | ?        | Selbststrahlender Sendemast auf einer Burg |  |
| Sendemast Chełmiec                                | ?        | Polen       | Chełmiec                   | 40 m     | Sendemast auf Burgruine |  |
| Sendeturm Wrights Hill                            | ?        | Neuseeland  | Wellington                 | ?        | Foto |  |
| Sendetürme Zirog                                  | ?        | Italien     | Zirog                      | ?        | 2 Türme, dxradio-ffm.de |  |
| TSR Polana                                        | ?        | Polen       | Sokolowsko                 | 35 m     | |  |
| Richtfunkstelle Wolfstrap                         | ?        | Irland      | Ballyhuppahane             | ?        | flickr.com |  |